# San Mauro Torinese
 San Mauro Torinese (piemonti nyelven  San Mò ') egy északolasz település Piemont régióban, Torinó megyében.

## Földrajza

San Mauro Torinese község Torino megye térképén

San Mauro Torinese a torinói dombok északi oldalában, a torinói városközponttól pár km-re, a Pó folyó mentén helyezkedik el. A vele szomszédos települések : Baldissero Torinese, Castiglione Torinese, Settimo Torinese és Torino.

## Látványosságok

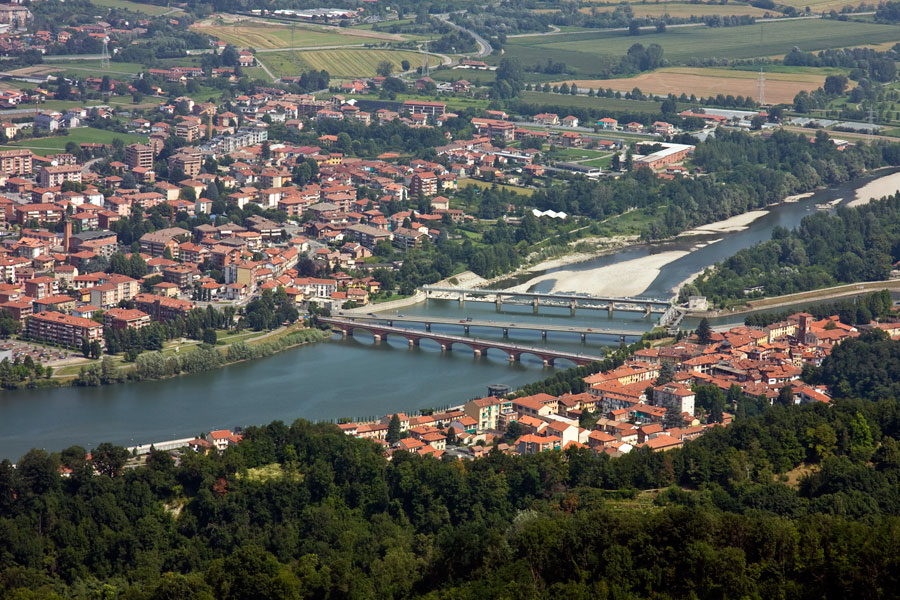
San Mauro Torinese

A Santa Maria templom a városközpontban helyezkedik el. A templomhajó és a homlokzat barokk stílusú, amelyeket 1665-ben restauráltak. Az eredeti templom a 10-11. században épült. A harangtrorony a 12-13. sz.-ban  épült, és a középkorban nemcsak liturgikus, hanem védelmi szerepet is játszott .

## Fordítás
- Ez a szócikk részben vagy egészben  a   San Mauro Torinese című olasz Wikipédia-szócikk fordításán alapul.  Az eredeti cikk szerkesztőit annak laptörténete sorolja fel. Ez a jelzés csupán a megfogalmazás eredetét és a szerzői jogokat jelzi, nem szolgál a cikkben szereplő információk forrásmegjelöléseként.